# Анна Кристи (фильм, 1930)
«Анна Кристи» (англ. Anna Christie) — американская драма 1930 года, экранизация одноимённой пьесы Юджина О’Нила. Первый звуковой фильм с Гретой Гарбо, которая за исполнение заглавной роли получила номинацию на «Оскар». Помимо этого картина выдвигалась на премию Американской киноакадемии ещё в двух номинациях — лучшая операторская работа и лучшая режиссура. Для поднятия интереса к фильму студия «MGM» использовала рекламный ход, разместив на кинотеатрах плакаты с надписью «Гарбо говорит!».

## Сюжет
Крис Кристоферсон, капитан-алкоголик угольной баржи в Нью-Йорке, получает письмо от своей проживающей отдельно двадцатилетней дочери Анны «Кристи» Кристоферсон (Грета Гарбо), в котором говорится, что она уедет из Миннесоты, чтобы остаться с ним. Крис 15 лет назад оставил Анну, чтобы её воспитывали родственники на ферме, и с тех пор не видел её.
Анна приезжает эмоционально раненой женщиной с позорным, скрытым прошлым: она проработала в борделе два года. Однажды ночью Крис спасает Мэта (Чарльз Бикфорд) и двух других потерпевших крушение моряков. Анна и Мэт вскоре влюбляются, и у Анны наступают самые лучшие дни в её жизни. Но когда Мэт делает ей предложение, Анна не соглашается, так как её преследует недавнее прошлое. Мэт настаивает и заставляет Анну сказать ему правду. Она открывает свое сердце Мэту и отцу, раскрывая свои темные секреты.

## В ролях
- Грета Гарбо — Анна Кристи
- Чарльз Бикфорд — Мэт Берк
- Джордж Ф. Мэрион — Крис Кристоферсон
- Мари Дресслер — Марти Оуэнс
- Джеймс Т. Макк — Джонни Харп
- Ли Фелпс — Ларри Бартендер

## Сборы
Самый кассово успешный фильм 1930 года. Кассовые сборы в США составили $1 013 000, что является очень большим достижением в 1930-е годы.

## Награды и номинации
Номинации на «Оскар»:
- Лучшая женская роль — Грета Гарбо
- Лучший режиссёр — Кларенс Браун
- Лучшая работа оператора — Уильям Х. Дэниелс